# Kulpin (Serbia)
Kulpin (cyr. Кулпин) – wieś w Serbii, w Wojwodinie, w okręgu południowobackim, w gminie Bački Petrovac. W 2011 roku liczyła 2775 mieszkańców.